# مبرهنة التوزع المتساوي
مبرهنة التوزع المتساوي في الكيمياء والفيزياء (بالإنجليزية : Equipartition theorem) هي مبرهنة تقول أنه في حالة تواجد نظام في توازن حراري عند درجة حرارة معينة تمتلك كل درجة حرية نفس القدر من الطاقة {\displaystyle \langle E\rangle } :
{\displaystyle \langle E\rangle ={\frac {1}{2}}k_{B}T}
حيث:
{\displaystyle k_{B}} ثابت بولتزمان ،
T درجة الحرارة المظلقة.
فإذا كان لكل جسيم في غاز مثلا عدد {\displaystyle f} من درجات الحرية ، نحصل على :
{\displaystyle \langle E\rangle ={\frac {f}{2}}k_{B}T}
لنأخذ مثال الغاز المتكون من ذرات منفردة ، كل ذرة فيه يمكنها التحرك في اتجاه س ، ويمكنها التحرك في الاتجاه ص ، ويمكنها التحرك في الاتجاه ع ، فيكون لكل ذرة 3 درجات لحرية الحركة (f=3). في مثل هذا الغاز تنطبق معادلة التي تعطي نصيب كل ذرة من طاقة الحركة :
{\displaystyle \langle E\rangle ={\frac {3}{2}}k_{B}T}
في حالة أن يكون الغاز ليس مكونا من ذرات منفردة ، مثل جزيئات الهيدروجين H2 أو جزيئات الأكسجين O2 ، يمكن للجزي أن يدور حول محور ، كما يمكنه أيضا الاهتزاز والتذبذب بسبب ليونة الرابطة بين الذرتين. عندئذ يكون نصيب كل من درجات الحرية هذه نصيب قدره {\displaystyle \langle E\rangle ={\frac {1}{2}}k_{B}T} من الطاقة ، هذا بالإضافة إلي المقدار :{\displaystyle {\frac {3}{2}}k_{B}T} النابع من الحركة الانتقالية للجزيئات.
.
سنعرف أسفله كيف نقوم بتعيين طاقة غاز مكون من جزيئات ، حيث هذا يؤثر على سعته الحرارية ، وبعض الخصائص الأخرى.

## أمثلة

### الحرارة النوعية للغازات
بواسطة مبرهنة التوزع المتساوي للطاقة يمكننا حساب السعة الحرارية (أو الحرارة النوعية)
{\displaystyle C_{V}} لغاز مثالي عند ثبات الحجم. ونفترض أولا غاز خامل يتكون من ذرات منفردة :
تكمن طاقة الغاز في طاقة حركة ذراته (بصرف النظر عن طاقته الكيميائية) ، وتمتلك كل من ذراته الطاقة.
{\displaystyle E={\frac {1}{2}}mv^{2}={\frac {1}{2}}m(v_{x}^{2}+v_{y}^{2}+v_{z}^{2})}
حيث :
{\displaystyle m} كتلة الذرة,
- {\displaystyle v_{i}} مركبة متجه سرعة الذرة.

وكما نرى تمتلك كل ذرة 3 درجات حرية ، أي الطاقة المتوسطة لكل ذرة تبلغ :
{\displaystyle \langle E\rangle ={\frac {3}{2}}k_{B}T}
وبإجراء التفاضل بالنسبة إلى درجة الحرارة {\displaystyle T} نحصل على السعة الحرارية
{\displaystyle C_{V}} ومقدارها  {\displaystyle (3/2)k_{B}} لكل ذرة , أي :
{\displaystyle C_{V}={\frac {3}{2}}Nk_{B}}
لغاز أحادي الذرات مكون من عدد N من الذرات.
وبالنسبة إل غاز مكون من جزيئات ثنائية الذرات ، مثل الهيدروجين والنيتروجين والأكسجين فيأتي بالإضافة إلى ذلك درجتي حرية لدوران الجزيئ حول محور (يستطيع جزيئ مكون من ذرتين الدوران حول محورين لا ثالث لهما ، محور رأسي ومحور أفقي ، الدوران حول الرابطة لا تحتسب) ، مع اعتبار أن الحركة الاهتزازية «متجمدة». بذلك يمتلك كل جزيئ 5 درجات حرية وتبلغ سعته الحرارية :
{\displaystyle C_{V}={\frac {5}{2}}Nk_{B}}
حيث يتكون الغاز من عدد N من الجزيئات.
تنشط الحركة الاهتزازية للجزيئات في درجات الحرارة العالية فوق نحو 1000 كلفن.

### السعة الحرارية للمواد الصلبة
يمكن تمثيل اهتزاز الذرات في مادة صلبة بحركة هزاز توافقي. إذن، لكل اتجاه {\displaystyle i} تمتلك الذرة الطاقة :
{\displaystyle E_{i}={\frac {1}{2}}mv_{i}^{2}\,+\,{\frac {1}{2}}mx_{i}^{2}\omega _{0}^{2}}
حيث:
{\displaystyle \omega _{0}}  تردد زاوي للهزاز التوافقي ,
{\displaystyle x_{i}} انزياح الذرة عن موضع سكونها في الاتجاه {\displaystyle i}.
يمثل الشق الأول في المعادلة طاقة حركة للذرة ، والشق الثاني طاقة الوضع للذرة في المادة الصلبة.
أي تمتلك كل ذرة درجتين من درجات الحرية لكل اتجاه من اتجاهات الفراغ ، أي 6 درجات حرية في الثلاثة أبعاد. فتمتلك كل ذرة في المادة الصلبة الطاقة :
{\displaystyle \langle E\rangle ={\frac {6}{2}}k_{B}T=3k_{B}T}
ولدينا في الجسم الصلب {\displaystyle N} من الذرات وبالتالي لدينا {\displaystyle 6N} من درجات الحرية في المادة الصلبة. ونحصل على السعة الحرارية لمادة صلبة مقدارها :
{\displaystyle C=3Nk_{B}} 
هذا هو قانون دولون-بتي المعروف. ويجب مراعاة أن تكون الحركة الاهتزازية للذرات في المادة الصلبة ليست «متجمدة» (فدرجة الحرارة يجب أن تكون أعلى من درجة ديباي) ، وإلا فيجب حساب الحرارة النوعية لمادة صلبة باستخدام نموذج ديباي لاهتزاز الذرات في المواد الصلبة.

## الحركة الحرارية

دالة توزيع سرعات ذرات غازات نبيلة عند درجة حرارة 298.15 كلفن (25 °C). لأربعة غازات نبيلة هي الهيليوم (^{4}He), النيون (^{20}Ne), أرجون (عنصر) (^{40}Ar) وزينون (^{132}Xe); the الأرقام المميزة تعطي الكتلة الذرية لكل منها. يلاحظ تساوي المساحات تحت كل منحنى ، مع اختلاف متوسط السرعات (موقع قمة المنحنى) بحسب اختلاف كتلة الذرات المذكورة.

الفكرة الأساسية للمبرهنة أن طاقة الحركة في النظام تتقاسمها جميع الجسيمات بالتساوي «في المتوسط» عندما يصل النظام إلى حالة توازن حراري. كما يمكن للتوزع المتساوي أن يقدر كميات تلك الطاقات. وعلى سبيل المثال ، فهي تقدر أن كل ذرة في غاز مثالي موجود في حالة توازن حراري عند درجة حرارة T تمتلك طاقة حركة انتقالية قدرها (3/2)kBT ، حيث kB ثابت بولتزمان.
ونظرا لأن طاقة حركة جسيم تساوي 1/2*الكتلة*السرعة^2, فيكون للذرات الثقيلة للزينون متوسط سرعة أقل عنها بالنسبة لذرات خفيفة مثل الهيليوم عند نفس درجة الحرارة. ويبين الشكل 2 توزيع ماكسويل-بولتزمان لسرعات الذرات في أربعة غازات نبيلة.
ومن هذا المثال نجد ان طاقة حركة جسيم تتناسب مع مربع سرعته. وأن مبرهنة التوزع المتساوي يعطي لكل درجة حرية (مثل مركبة سرعة الجسيم أو مركبة انزياحه عن وضع سكونه) - والتي تظهر في معادلة الطاقة الحركية في صورتها التربيعية - يكون لها طاقة متوسطة قدرها (1/2)kBT
و بالتالي تشارك في السعة الحرارية للنظام بالمقدار (1/2)kB. ويتعلق بذلك خصائص عديدة للنظام.